# デブラ・ジョー・ラップ
デブラ・ジョー・ラップ（Debra Jo Rupp、1951年2月24日 - ）は、アメリカ合衆国の女優。

## 出演作品
- アガサ・オール・アロング
- ワンダヴィジョン
- THIS IS US/ディス・イズ・アス 36歳、これから
- ハート・オブ・ディクシー ドクターハートの診療日記 シーズン2
- ヒラリー・ダフ in 恋する彼女はスーパースター
- ある日モテ期がやってきた
- LAW & ORDER： 性犯罪特捜班 シーズン8
- アシュトン･カッチャーの70’ｓショー シーズン8（キティー・フォアマン）
- アシュトン･カッチャーの70’ｓショー シーズン7（キティー・フォアマン）
- アシュトン･カッチャーの70’ｓショー シーズン6（キティー・フォアマン）
- スパイモンキー（イーディス）
- アシュトン・カッチャーの青春ハイスクール シーズン5（キティー・フォアマン）
- アシュトン・カッチャーの青春ハイスクール シーズン4（キティー・フォアマン）
- アシュトン・カッチャーの青春ハイスクール シーズン3（キティー・フォアマン）
- ザット ’７０ｓ ショー シーズン2（キティー・フォアマン）
- フレンズ 5th Season
- ザット ’７０ｓ ショー シーズン1（キティー・フォアマン）
- フレンズ 4th Season
- フレンズ 3rd Season
- ハイ・インシデント／警察ファイルJ
- インベーダー
- ＥＲ　緊急救命室 第1シーズン
- 愛と憎しみの銃弾